# Polgár Károly (színművész, 1863–1933)
Polgár Károly, Burger Jakab (Nagykőrös, 1863. február 18. – Bécs, 1933. május 1.) színész, színigazgató.

## Életútja
Burger Ármin (1829–1897) és Markbreit Eszter fiaként született. 1882. május 1-jén kezdte a pályáját Gáspár Jenő színtársulatánál. 1891-ben igazgató lett. Társulatával 1908. július 2-án vendégszerepelt Belgrádban, ahol zajos tapssal fogadták a magyar színészeket. 1910. június 6-án megválasztották pozsonyi színigazgatónak, ahol elismerésre méltó kultúrmissziót teljesített. Ez évben a Délvidék igazgatója volt és mint ilyen megfordult kitűnő együttesével Versecen, Nagybecskereken, Nagykikindán, Lugoson stb. Azután a kaposvári színház igazgatója lett. 1914. április 12-én a Budapesti Színházban szerepeltette társulatát, mint a pozsony-fiumei színház együttesét, de járt Bécsben is, a Carltheaterben (1915. augusztus 2.). Két évvel később újra játszott Fiumében. Az első világháború után el kellett hagynia Pozsonyt. Néhány évig a ruszinszkói színikerületben működött, azután a Felvidék kisebb-nagyobb városaiban játszott. 1922. június 9-én Pozsonyban ünnepelte 40 éves jubileumát, Az ember tragédiája Lucifer szerepében. 1927-től a Felvidéken is játszott. Később a kárpátaljai színtársulat koncesszióját is elnyerte, melyet 1932-ig vezetett. 1932-ben Bécsbe ment feleségével. Alighogy Bécsbe érkezett, betegeskedni kezdett, s 1933-ban elhunyt.
A bécsi Zentralfriedhofban nyugszik (14. parcella, 9. sor, 16. sírhely).
Repertoárjában többek között a következő darabok szerepeltek: Tosca, Traviata, Carmen, Rigoletto, Erkel: Hunyadi László, Smetana: Eladott menyasszony. 
Írt egy színdarabot A két Kohn cím alatt, bohózat 3 felvonásban. Bemutató 1897. június 15., Kisfaludy Színház.
Felesége Schlesinger Ella színésznő (szül. Bécs, 1877. máj. 19.), Sigmund Schlesinger magyar születésű bécsi író leánya, akivel 1900. szeptember 26-án lépett házasságra Budapesten, az Erzsébetvárosban. (Egy alkalommal – 1912. szeptember 23-án – Pozsonyban fellépett a Náni címszerepében. Neje előzőleg a bécsi Burgtheater tagja volt, ahol jelentős sikereket aratott.)